# Clergé
Pour les articles homonymes, voir Clergé (homonymie).
Cet article possède un paronyme, voir Clerget.
 (mai 2025).
 (avril 2017).
Si vous disposez d'ouvrages ou d'articles de référence ou si vous connaissez des sites web de qualité traitant du thème abordé ici, merci de compléter l'article en donnant les références utiles à sa vérifiabilité et en les liant à la section « Notes et références ».
Le clergé est un ensemble de ministres du culte ordonnés dans une religion, notamment dans le christianisme.

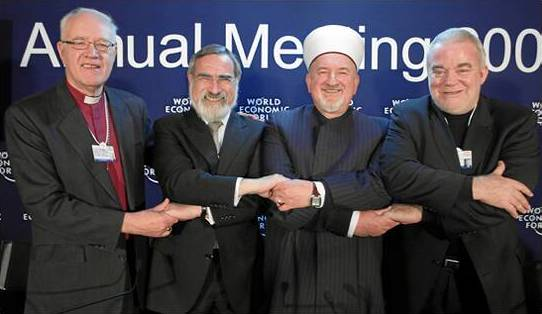
Représentants de différents clergés (anglican, juif, chiite bosniaque, chrétien évangélique) au Forum économique mondial de Davos, 2009.

Le mot, en ancien français clergié (Xe siècle), provient du latin ecclésiastique clericatus, forgé sur clericus (clerc) pouvant être traduit par « qui a reçu un ordre sacré », lui-même issu du grec kleros, qui signifie « part de terrain » ou « héritage foncier », terme utilisé dans la Première épître de Pierre (5:3) pour désigner le « sacerdoce » des fidèles.

## Christianisme
Dans le christianisme, la distinction entre le clergé et les laïcs date du IIe siècle, même si la tradition en fait remonter les débuts à la Grande Mission des douze apôtres.
Certains ministères (évêque, presbytres, diacres) sont regroupés, à l'aube du IIIe siècle autour d'un statut commun en un « clergé ». Au sens large, à quelque degré que ce soit, le clergé désignait alors l’ensemble des personnes proches d'un statut « ecclésiastique », d’une église, d'une ville, d’un pays. Cela commençait au niveau des simples enfants de chœur (appelés aussi les « petits clercs »), acolytes, sous-diacres, diacres, prêtres, et plus tard les membres des universités médiévales.
De nombreux privilèges attribués au clergé, d'abord sous le règne de Constantin le Grand, puis élargis et codifiés par le code de Théodose (438). Ces privilèges, en particulier l’exemption des tribunaux séculiers, ont été contestés par la Réforme protestante.
Dans la tradition romaine, le célibat s'est peu à peu imposé aux prêtres à partir du IVe siècle, tandis que, dans le christianisme oriental, il ne concernait que les évêques. Au XXe siècle, le diaconat permanent, ouvert aux hommes mariés, a été rétabli dans l’Église catholique.

## Clergé catholique
- Pape
- Cardinaux
- Patriarches
- Archevêques
- Évêques
- Prêtres
- Chanoines
- Diacres
- Abbés
- Prieurs
- Moines et moniales

### Conditions d'accès au clergé séculier
Jusqu'en 1972, c'est par la cérémonie de la tonsure que le fidèle accédait à l'état clérical. Le pape Paul VI publie le 15 août 1972 le Ministeria quædam (de), une « Lettre apostolique en forme de motu proprio réformant la discipline de la tonsure, des ordres mineurs et du sous-diaconat dans l'Église latine ». Ce motu proprio supprime la cérémonie de la tonsure et détermine que l’entrée dans l’état clérical est désormais jointe à l'ordination au diaconat. Ainsi le Code de droit canonique de 1983 déclare : « Par la réception du diaconat quelqu'un devient clerc ».

### Organisation du clergé
Le pape, élu par les cardinaux, nomme en général les évêques qui ordonnent et nomment les prêtres et les diacres. Les religieux (moines, religieuses, etc.) élisent leurs supérieurs (abbés, etc.). On distingue deux formes de clergé.
Le clergé régulier, c'est-à-dire soumis à une règle religieuse : abbé, moines (convers et profès), chanoines réguliers par exemple ; ils vivent dans un monastère (bénédictins, cisterciens…), un couvent (dominicains, franciscains…), un prieuré ou une abbaye.
Le clergé séculier, c'est-à-dire non soumis à une règle — donc non religieux —, obéissant à l'ordinaire d'un diocèse : archevêque, évêque, curé, vicaire, aumônier et autres prêtres non soumis à une règle, tous les ecclésiastiques qui vivent « dans le siècle », c'est-à-dire dans le monde, au contact de leurs concitoyens. La tradition catholique fait appartenir au clergé séculier tous les clercs de chœur. La tonsure n'est plus obligatoire. Cependant, une paroisse peut être confiée au clergé régulier.
Parmi les réguliers, les abbés mitrés d'une abbaye ont rang d'évêque. Un évêque peut être choisi parmi le clergé régulier. Parmi les deux clergés, on trouve des prêtres et des diacres.

### Clergés à l'époque médiévale
L'église catholique de l'Ancien Régime était constituée de plusieurs « clergés », mais tous se distinguaient des laïcs par la tonsure. Historiquement, se distinguaient le bas et le haut clergé.
Le bas clergé : le curé et ses vicaires, se trouvant en bas de la hiérarchie religieuse dans les paroisses. Selon les ressources des paroisses, il était souvent assez pauvre, ne vivant que de la portion congrue de la dîme.
Le haut clergé : les évêques, dirigeant le diocèse, placés en haut de la hiérarchie religieuse et résidant dans un évêché, archevêques, cardinaux, nonces… Ces ecclésiastiques étaient généralement riches, du fait des ressources foncières importantes de chaque siège épiscopal et des biens de leurs propres familles nobles. Comme ce n'était pas le cas de tous les diocèses, certains sièges épiscopaux pauvres étaient appelés, par mépris, « évêchés crottés ».
En Europe, le clergé bénéficiait du privilège du for ecclésiastique, c'est-à-dire qu'il ne pouvait être jugé que par un tribunal ecclésiastique, de la même manière qu'un noble ne pouvait être jugé que par ses pairs. Cette situation créa des abus dus a l'esprit de corps, notamment lorsque certaines professions comportant de nombreux clercs (comme le personnel des universités) furent assimilées au clergé d'ancien régime.

## Clergé anglican
- Anglicanisme

## Clergé orthodoxe
- Communion orthodoxe
- Prêtre orthodoxe

## Clergé protestant
- Pasteurs
- Prédicateurs laïcs
- Anciens ou conseillers presbytéraux
- Diacres
- Synodes

Lors de la Réforme protestante, les notions théologiques et sociales régissant le clergé furent profondément modifiées.
En effet, Luther considère comme central le principe dit du « sacerdoce universel » selon lequel chaque baptisé est « prophète, prêtre et roi » sous la seule seigneurie du Christ. Ce concept anéantit toute hiérarchie au sein de l'Église, à commencer par celle qui place les prêtres en position d'intermédiaire entre le croyant et Dieu. Chaque baptisé a une place de valeur identique, y compris les ministres (dont les pasteurs font partie). Issus d'études de théologie et reconnus par l'Église, ils sont au service de la communauté pour l'annonce de la Parole de Dieu (prédication et sacrements) et les missions particulières qui en découlent. En aucun cas ils ne détiennent le pouvoir d'absolution.
En conséquence, pour Martin Luther, la gouvernance de l'église ne peut qu'être démocratique. Il affirme clairement qu'une assemblée chrétienne a le pouvoir de juger ce qui est enseigné et d’élire et de destituer ses responsables.

### Organisation du clergé
Les églises protestantes sont organisées selon l'une des modalités suivantes :
- Système épiscopal : pratiqué notamment dans les pays scandinaves où les diocèses catholiques sont devenus luthériens en bloc lors de la Réforme, il n'implique cependant qu'une fonction de l'Église et non un ordre sacramentel. Doté d'un double rôle pastoral et administratif, l’évêque est chargé de veiller sur les pasteurs de son ressort et sur le maintien du bon ordre dans les paroisses. Dans les églises luthériennes de France, cette fonction porte le titre d'inspecteur ecclésiastique, retour au sens originel du mot évêque qui provient du grec ἐπίσκοπος / epískopos. L'inspecteur ecclésiastique étant élu par le synode régional, cela n'empêche pas les églises luthériennes de France de relever du système presbytérien synodal ci-dessous ;
- Système presbytérien synodal : ce système de gouvernement de l'Église repose sur une complémentarité des niveaux local et national : le niveau local est celui des Anciens du consistoire, dit aussi Conseil presbytéral (du grec presbuteroi, les plus anciens, désignant déjà les responsables de la cité ou de la communauté). Il est directement responsable de la vie spirituelle et matérielle de la communauté, et, généralement, élit et révoque le(s) pasteur(s). Le niveau national est celui des synodes, composés de pasteurs et de délégués des conseils presbytéraux. Dans l'Église réformée de France, le synode national est responsable de la confession de foi et de l'organisation générale (la Discipline), de la formation, du recrutement et du salaire des ministres, des relations avec les autres Églises, etc. ;
- Congrégationalisme : ce système se réduit au niveau local exposé ci-dessus.

### Universalité d'accès aux ministères
Les femmes ont accès aux ministères de la plupart des Églises protestantes, y compris aux fonctions hiérarchiques.

## Clergémusulman
Dans le sunnisme, il n'y a pas de clergé à proprement parler, le mot d'ecclésiastique (qui vient du mot église) est donc impropre. Le chef, ou savant, religieux est appelé mufti, `alim ou encore cheikh. Le terme imam est généralement employé pour se référer aux formes diverses que peuvent prendre les chefs religieux et peut désigner aussi bien une personne présidant une prière qu'un membre d'un groupe de savants (oulémas) composés de juristes (faqih) et de muftis. Aucun d'entre eux n'a de connaissances ésotériques. Ces savants musulmans sont principalement consacrés à l'étude et peuvent être impliqués dans la mise en œuvre de la charia dont les muftis ont autorité pour émettre des avis juridiques (appelés fatwas) mais leurs infaillibilités (`isma) n'est pas une condition, contrairement au chiisme. Dans une mosquée, le muezzin fait l'appel à la prière, l'imam guide la prière et le recteur s'occupe des opérations administratives de la mosquée. Le calife est le titre porté par les successeurs de Mahomet après sa mort en 632 jusqu'à l'abolition de cette fonction par Mustafa Kemal Atatürk en 1924. Les califes réunissaient le pouvoir temporel au pouvoir spirituel. Le porteur du titre a pour rôle de garder l'unité de l'islam et tout musulman lui doit obéissance : c'est le dirigeant de l’oumma, la communauté des musulmans. L'autorité d'un calife s'étend sur un califat. Il porte aussi le titre de commandeur des croyants (`amir al-mou'minin).

### L'imamat
Dans le chiisme, le terme imam possède par contre des significations plus spécifiques et il ne peut être que le seul guide à la fois spirituel et temporel[réf. nécessaire]. La « guidance » spirituelle de l'imam ne saurait être assurée sans le lien direct avec Dieu. Le chiisme originel était composé de certains compagnons qui estimaient que `Alî, gendre et cousin de Mahomet, avait été choisi, par lui, pour lui succéder après la conquête de La Mecque, et l'aurait explicitement désigné comme son successeur et son exécuteur testamentaire (wasî) près du ruisseau de Khumm. Dès la deuxième moitié du Ier siècle de l'Hégire, cette précellence de l'imam Alî est devenue un élément fondamental du chiisme et elle est au cœur de son principe de foi.
La prophétie en tant que message révélé (risâla) a pris la forme d'un livre, le Coran, mais le lien (imamat) qui lie les êtres humains à Dieu se poursuit et se poursuivra jusqu'à la fin des temps. Pour ce faire, l'humanité a besoin d'un Guide spirituel (imam) pour transmettre l'exégèse spirituelle du Coran et actualiser le message prophétique selon les conditions de l'époque. Les chiites vont mettre de l'importance sur la bivalence du Coran : l'exotérique (zâhir) et l'ésotérique (bâtin). La connaissance exotérique est donnée à toutes les personnes sans exception alors que l'ésotérique n'est accordée qu'aux initiés. L'imam est le continuateur de la pédagogie prophétique. L'imam détient sa connaissance (`ilm) directement par illumination divine.

## Clergé juif

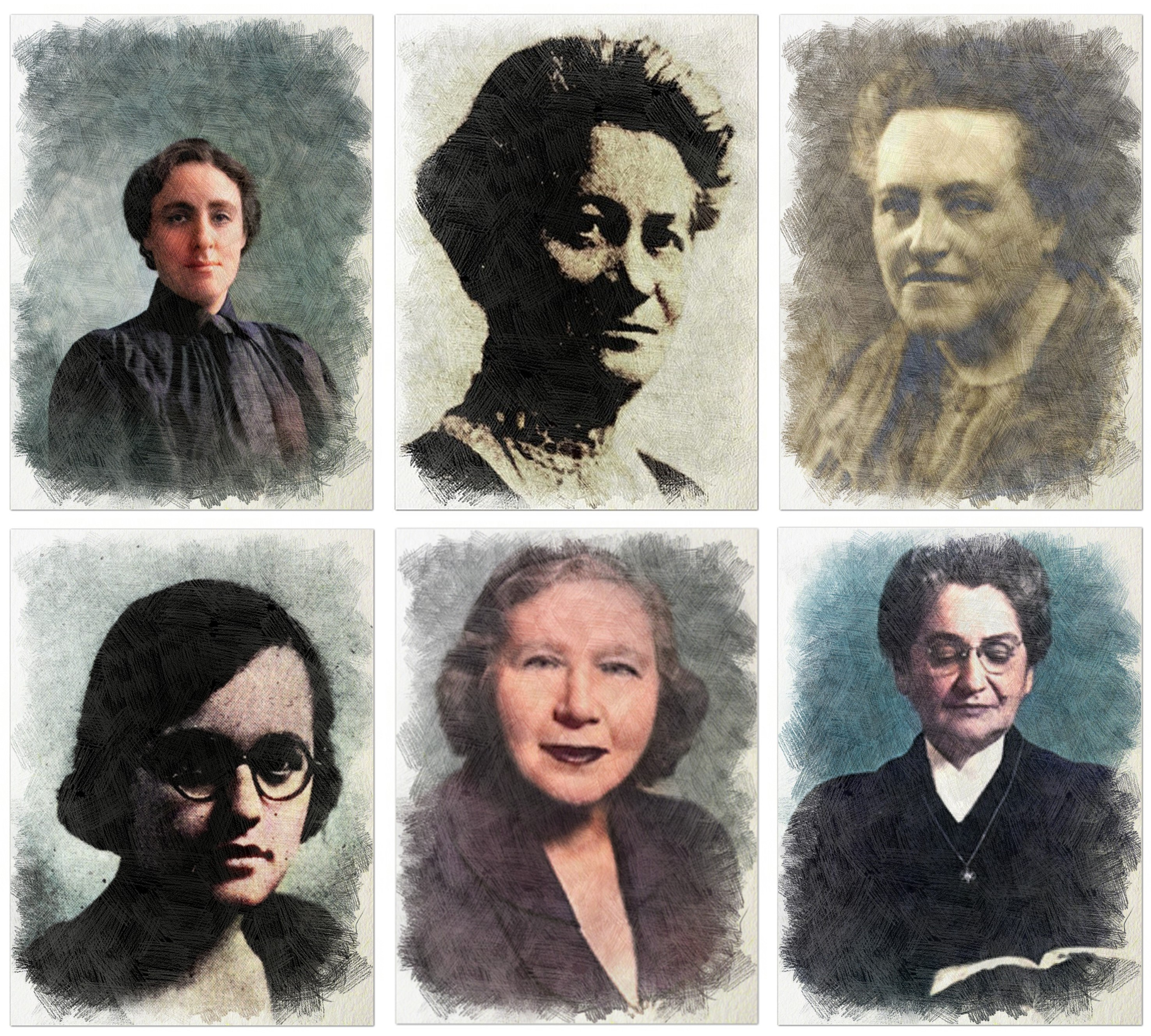
Femmes du clergé (judaïsme)

- Judaïsme
- Rabbin

## Bouddhisme
- Monachisme bouddhiste

- Bhikkhu et Bhikkhuni

## Hindouisme
- Brahmane

#### Ouvrages généraux
- Aston, Nigel. Religion and revolution in France, 1780-1804 (CUA Press, 2000)
- Bremer, Francis J. Shaping New Englands: Puritan Clergymen in Seventeenth-Century England and New England (Twayne, 1994)
- Ferguson, Everett. The Early Church at Work and Worship: Volume 1: Ministry, Ordination, Covenant, and Canon (Casemate Publishers, 2014)
- Freeze, Gregory L. The Parish Clergy in Nineteenth-Century Russia: Crisis, Reform, Counter-Reform (Princeton University Press, 1983)
- Haig, Alan. The Victorian Clergy (Routledge, 1984), in England
- Holifield, E. Brooks. God's ambassadors: a history of the Christian clergy in America (Wm. B. Eerdmans Publishing, 2007), a standard scholarly history
- Lewis, Bonnie Sue. Creating Christian Indians: Native Clergy in the Presbyterian Church (University of Oklahoma Press, 2003)
- Marshall, Peter. The Catholic Priesthood and the English Reformation (Clarendon Press, 1994)
- Osborne, Kenan B. Priesthood: A history of ordained ministry in the Roman Catholic Church (Paulist Press, 1989)
- Parry, Ken, ed. The Blackwell Companion to Eastern Christianity (John Wiley & Sons, 2010)
- Sanneh, Lamin. "The origins of clericalism in West African Islam." The Journal of African History 17.01 (1976): 49–72.
- Schwarzfuchs, Simon. A concise history of the rabbinate (Blackwell, 1993)
- Zucker, David J. American rabbis: Facts and fiction (Jason Aronson, 1998)

#### Femmes dans le clergé
- Amico, Eleanor B., ed. Reader's Guide to Women's Studies ( Fitzroy Dearborn, 1998), pp 131–33; historiography
- Collier-Thomas, Bettye. Daughters of Thunder: Black Women Preachers and Their Sermons (1997).
- Flowers, Elizabeth H. Into the Pulpit: Southern Baptist Women and Power Since World War II (Univ of North Carolina Press, 2012)
- Maloney, Linda M. "Women in Ministry in the Early Church." New Theology Review 16.2 (2013). online
- Ruether, Rosemary Radford. "Should Women Want Women Priests or Women-Church?." Feminist Theology 20.1 (2011): 63–72.
- Tucker, Ruth A. and Walter L. Liefeld. Daughters of the Church: Women and Ministry from New Testament Times to the Present (1987), historical survey of female Christian clergy